# Blanche Sweet
Blanche Sweet (Sarah Blanche Sweet: Chicago, 18 de junio de 1896 - Nueva York, 6 de septiembre de 1986) fue una actriz estadounidense de la época del cine mudo.

## Inicios
Nacida como Sarah Blanche Sweet (aunque su nombre de pila, Sarah, rara vez se utilizaba) en Chicago, Illinois, en 1896, era hija de Pearl Alexander, una bailarina, y de Gilbert Joel Sweet, un comerciante de vinos. Los actores Antrim y Gertrude Short eran primos de Blanche.Nació en el seno de una familia dedicada al teatro y al vodevil. Blanche Sweet entró en el mundo del espectáculo a temprana edad y, en 1909, empezó a trabajar para la American Mutoscope and Biograph Company bajo contrato con el director D. W. Griffith. En 1910 se había convertido en una rival de Mary Pickford, que había empezado a trabajar para Griffith un año antes, lo cual supuso que Pickford dejara el estudio de modo intermitente y de manera definitiva en 1913.

## Llegada al estrellato

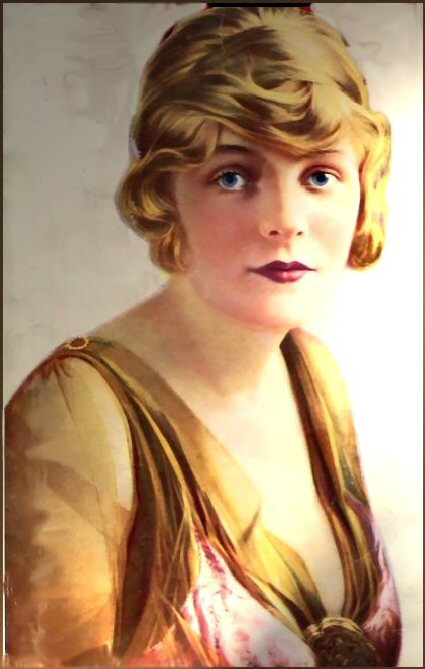
Imagen de portada de Sweet, abril de 1915

Sweet es conocida por sus papeles de mujer enérgica e independiente, en contraposición del tipo 'ideal' de Griffith, mujeres vulnerables, frágiles, femeninas. Tras varios papeles protagonistas, su primer film de gran éxito fue el dirigido por Griffith en 1911 The Lonedale Operator. En 1913 protagonizó el primer largometraje de Griffith, Judith of Bethulia. En 1914 Sweet fue elegida en un principio para interpretar a Elsie Stoneman en El nacimiento de una nación, de Griffith, pero el papel finalmente fue a manos de la actriz rival Lillian Gish, dos años mayor que Sweet. Ese mismo año Sweet dejó de trabajar con Griffith y se sumó a Paramount Pictures (entonces llamada Famous Players-Lasky), atraída por el elevado salario que el estudio podía afrontar. 
En la década de 1910 Sweet siguió actuando en numerosos papeles protagonistas, conservando su fama como actriz. A menudo trabajó en producciones de Cecil B. DeMille y Marshall Neilan, y la crítica la consideró como una de las actrices más destacadas de la época del cine mudo. Durante el tiempo que trabajó con Neilan empezó entre ellos una relación sentimental que motivó que el director se divorciara de su esposa, la anteriormente actriz Gertrude Bambrick. Sweet y Neilan se casaron en 1922. La unión finalizó en divorcio en 1933. 
En los primeros años veinte la carrera de Sweet siguió prosperando, y protagonizó Anna Christie en 1923. La película es notable por ser la primera pieza de Eugene O'Neill en adaptarse al cine. En años sucesivos trabajó en Tess of the D'Urbervilles y The Sporting Venus, ambas dirigidas por Neilan. Sweet pronto empezó una nueva etapa de su carrera como una de las principales estrellas del recién formado estudio MGM.

## Cine sonoro
Finalizando los "Felices Años Veinte", la carrera de Sweet decayó al llegar el cine sonoro. Únicamente hizo tres películas habladas, incluyendo una elogiada interpretación en el film de 1930 Show Girl in Hollywood, antes de retirarse de la pantalla ese mismo año y casarse con el actor teatral Raymond Hackett en 1935. Este segundo matrimonio duró hasta fallecer el actor en 1958. 
Blanche Sweet pasó el resto de su carrera como actriz trabajando para la radio y haciendo papeles secundarios en el teatro de Broadway. Finalmente, esta actividad también llegó a término, y empezó a trabajar en unos grandes almacenes de Los Ángeles. A finales de la década de 1960, su legado interpretativo fue resucitado cuando estudiosos del cine la invitaron a viajar a Europa para recibir un homenaje a su trabajo. 
En 1975, fue galardonada con el premio George Eastman por su distinguida contribución al arte del cine.
Blanche Sweet falleció en la ciudad de Nueva York en 1986, a los 90 años de edad, a causa de un ictus. Fue incinerada y sus cenizas esparcidas en el Jardín Botánico de Brooklyn.

## Filmografía
Esta es la filmografía de Blanche Sweet. Según la Internet Movie Database, Sweet apareció en 161 películas entre 1909 y 1959.

### 1909
- A Man with Three Wives (perdida)
- A Corner in Wheat
- In Little Italy
- To Save Her Soul
- The Day After
- Choosing a Husband

### 1910
- The Rocky Road
- All on Account of the Milk
- A Romance of the Western Hills
- The Kid
- A Flash of Light
- Love in Quarantine

### 1911
- The Two Paths
- Heart Beats of Long Ago
- His Daughter
- The Lily of the Tenements
- A Decree of Destiny
- Was He a Coward?
- The Lonedale Operator
- Priscilla's April Fool Joke
- The Spanish Gypsy
- Priscilla and the Umbrella
- The Broken Cross
- How She Triumphed (perdida)
- The Country Lovers
- The New Dress
- The White Rose of the Wilds
- The Smile of a Child
- Enoch Arden: Part I
- The Primal Call
- Fighting Blood
- The Indian Brothers
- A Country Cupid
- The Last Drop of Water
- Out from the Shadow
- The Blind Princess and the Poet
- The Stuff Heroes Are Made Of
- The Making of a Man
- The Long Road
- Love in the Hills
- The Battle
- Through Darkened Vales
- The Miser's Heart
- A Woman Scorned
- The Voice of the Child

### 1912

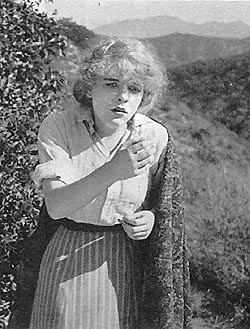
c.1912

|  | - The Eternal Mother - The Old Bookkeeper - For His Son - The Transformation of Mike - A Sister's Love - Under Burning Skies - A String of Pearls - The Goddess of Sagebrush Gulch - The Punishment - One Is Business, the Other Crime - The Lesser Evil - An Outcast Among Outcasts | - A Temporary Truce - The Spirit Awakened - Man's Lust for Gold - The Inner Circle - With the Enemy's Help - A Change of Spirit - A Pueblo Romance - Blind Love - The Chief's Blanket - The Painted Lady - A Sailor's Heart - The God Within |

### 1913
- Three Friends
- Pirate Gold
- Oil and Water
- A Chance Deception
- Love in an Apartment Hotel
- Broken Ways
- Near to Earth
- The Hero of Little Italy
- The Stolen Bride
- If We Only Knew
- Death's Marathon
- The Mistake
- The Coming of Angelo (perdida)
- The Vengeance of Galora
- Two Men of the Desert (perdida)
- A Cure for Suffragettes
- The Battle at Elderbush Gulch
- The House of Discord
- Beyond All Law (perdida)
- Her Wedding Bell (perdida)
- The Wedding Gown

### 1914
- The Sentimental Sister (perdida)
- Classmates
- The Massacre
- Judith of Bethulia
- Strongheart
- Brute Force
- Ashes of the Past (perdida)
- Home, Sweet Home
- The Soul of Honor (perdida)
- The Escape

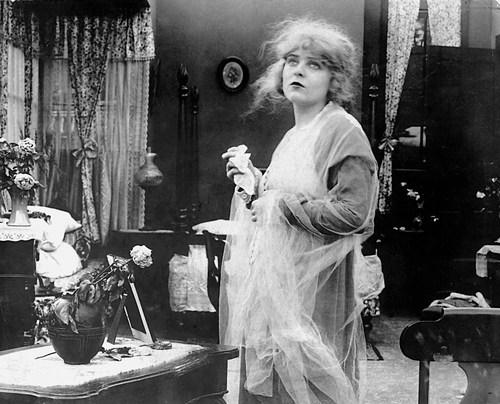
Escena de The Avenging Conscience.

- The Avenging Conscience: or 'Thou Shalt Not Kill'
- The Second Mrs. Roebuck (perdida)
- Men and Women
- For Those Unborn (perdida)
- Her Awakening (perdida)
- For Her Father's Sins (perdida)
- The Tear That Burned (perdida)
- The Odalisque (perdida)
- The Little Country Mouse
- The Old Maid (perdida)

### 1915
- The Warrens of Virginia
- His Desperate Deed (perdida)
- The Captive
- Stolen Goods (perdida)
- The Clue (perdida)
- The Secret Orchard (perdida)
- The Case of Becky
- The Secret Sin

### 1916
- The Ragamuffin
- The Blacklist (perdida)
- The Sowers
- The Thousand-Dollar Husband (perdida)

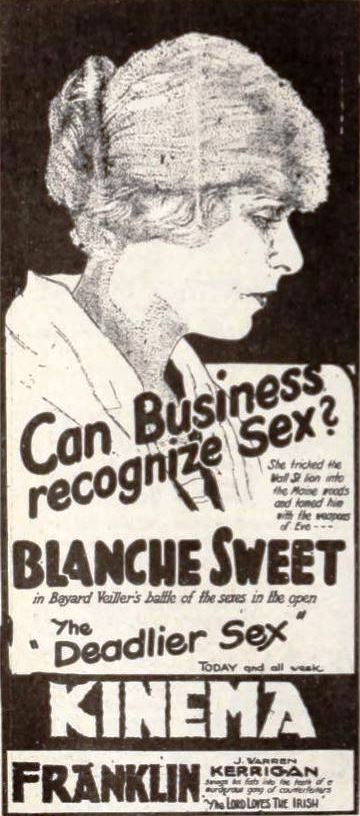
The Deadlier Sex - anuncio en el periódico

- The Dupe (perdida)
- Public Opinion
- The Storm
- Unprotected (perdida)

### 1917
- The Evil Eye
- Those Without Sin (perdida)
- The Tides of Barnegat (perdida)
- The Silent Partner

### 1919

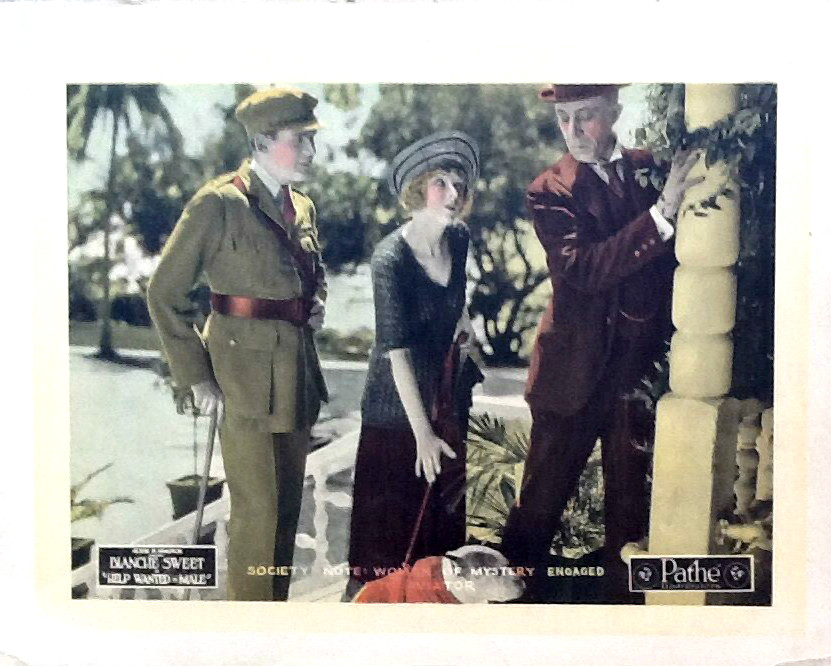
Help Wanted-Male tarjeta de vestíbulo

- The Unpardonable Sin
- The Hushed Hour
- A Woman of Pleasure
- Fighting Cressy (perdida)